# 샹티이 크림
샹티이 크림(chantilly+cream, 프랑스어: crème chantilly 크렘 샹티이[*])은 휘저은 크림의 일종으로, 크림에 설탕 등 감미료를 넣고 휘저어 만든다. 바닐라 등으로 가향하기도 한다.

## 같이 보기
- 휘저은 크림